# ضيق النفس القيامي
ضيق النفس القيامي أو ضيق النفس الانتصابي (بالإنجليزية: Platypnea)‏ هو ضيق نفس يتم تخفيفه بالاضطجاع في وضعية الاستلقاء، ويزداد سوءًا عند الجلوس أو الوقوف. هو عكس ضيق النفس الاضطجاعي. وصفت الحالة لأول مرة في 1949 وتمت تسميته في 1969.
حالة متعلقة، نقص الأكسجين القيامي، تصف الاكتشاف السريري لانخفاض تشبع الأكسجين في الوضع الرأسي، والذي يتحسن عند الاستلقاء.
غالبًا ما يتواجد ضيق النفس القيامي مع نقص الأكسجين القيامي معًا، ويسمى هذا المزيج متلازمة ضيق النفس-نقص الأكسجين القيامي. تعتبر تلك المتلازمة نادرة للغاية.

## الأسباب
يحدث ضيق النفس القيامي بسبب إما المتلازمة الكبدية الرئوية أو نتيجة خلل خلقي تشريحي في القلب والأوعية الدموية يزيد من تحويل الدم من اليمين لليسار عند الوقوف (تدفق الدم من الجزء الأيمن للجزء الأيسر من الجهاز الدوري). تشمل تلك العيوب متلازمات نادرة لا يمر فيها الدم الوريدي القادم من الكبد عبر الرئتين، أو يصل فيها الدم الوريدي من الدورة البابية إلى الوريد الأجوف السفلي دون المرور عبر الكبد (تشوه أبيرنثي، النوع الأول).

## العلاج
يعتمد العلاج على السبب وقد يشمل:
- جراحة لصيانة الخلل القلبي
- زراعة الكبد هي العلاج الوحيد في حالة المتلازمة الكبدية الرئوية